# M14
M14 er et amerikansk produceret stormgevær fra 1957. Det var en letvægts udgave af M1 Garand-riflen. Den havde dog et par svagheder, fordi den ikke var fuldautomatisk, ligesom dens mundingshastighed var mindre, da patronen var ændret fra M1-riflens 7,62x63 mm til 7,62x51 mm. Geværet blev blandt andet brugt af den amerikanske hær under Vietnamkrigen.
Da produktionen af denne model stoppede 1964, var der solgt 1.380.874 eksemplarer af dette gevær, som siden blev erstattet af M16-riflen.